# Orljak
Orljak (Bulgaars: Орляк) is een dorp in het noordoosten van Bulgarije. Het dorp is gelegen in de gemeente Tervel, oblast Dobritsj. De afstand naar Dobritsj is hemelsbreed 38 km, terwijl de hoofdstad Sofia op 344 km afstand ligt.

## Bevolking
Op 31 december 2019 werden er 1.645 inwoners geregistreerd door het Nationaal Statistisch Instituut van Bulgarije, een daling vergeleken met het maximum van 3.490 personen in 1985.
|  |

Het dorp heeft een gemengde bevolkingssamenstelling. In februari 2011 was er geen bevolkingsgroep die de meerderheid van de bevolking vormde. De grootste etnische groep vormden de 702 Roma (46%), op de voet gevolgd door de 691 Bulgaarse Turken (45%). Verder werden er 106 etnische Bulgaren (7%) geregistreerd, terwijl 25 respondenten (1,6%) geen definieerbare etniciteit opgaven of tot een andere etnische groep behoorden.
| Etniciteit   | Aantal | %     |
| ------------ | ------ | ----- |
| Bulgaren     | 106    | 7%    |
| Turken       | 691    | 45,3% |
| Roma         | 702    | 46,1% |
| Overig       | 25     | 1,6%  |
| Respondenten | 1524   |       |